# Laurence Sterne
Laurence Sterne (Clonmel, 24 novembre 1713 – Londra, 18 marzo 1768) è stato uno scrittore e religioso irlandese con cittadinanza inglese.

## Biografia
Laurence Sterne nacque a Clonmel (Tipperary) in Irlanda nel 1713, figlio di un generale. Dal 1723 alla morte di suo padre nel 1731 frequentò le scuole ad Halifax, nello Yorkshire, e nel 1733 fu mandato al Jesus College dell'Università di Cambridge, dove si laureò. Successivamente diventò un ecclesiastico e dal 1738 fu vicario a Sutton-on-the-Forest vicino a York. Nel 1741 si sposò con Elizabeth Lumley, ma il suo matrimonio si rivelò ben presto infelice.
La Lumley era cugina di Elizabeth Montagu e soffriva di gravi disordini mentali, ulteriormente aggravati dai continui tradimenti di Sterne.
Come uomo di chiesa non ebbe problemi economici e così si dedicò anche alla musica, alla scrittura e alla pittura. La carriera letteraria di Sterne cominciò relativamente tardi; la prima pubblicazione, un pamphlet intitolato A Political Romance apparve solo nel 1759. Nello stesso anno iniziò a scrivere il suo capolavoro ovvero Vita e opinioni di Tristram Shandy, gentiluomo. Sterne era di salute malferma e nel 1762, per ricoverarsi a causa della tubercolosi, andò in Francia con la moglie e la figlia, e vi rimase fino al 1767. In seguito tornò definitivamente in Inghilterra. Descrisse il suo viaggio di sette mesi in Francia e Italia nel Viaggio sentimentale attraverso la Francia e l'Italia, pubblicato nel 1768, e tradotto in italiano da Ugo Foscolo. Al ritorno in Inghilterra, Sterne spese molto del suo tempo a Londra, dove era diventato estremamente popolare. In questo periodo si innamorò di Eliza Draper, separandosi dalla moglie. 
Laurence Sterne morì di tubercolosi a Londra nel 1768. Postumo, nel 1775, fu pubblicato The Journal to Eliza, un diario che racconta il suo amore per Eliza Draper.

## Opere

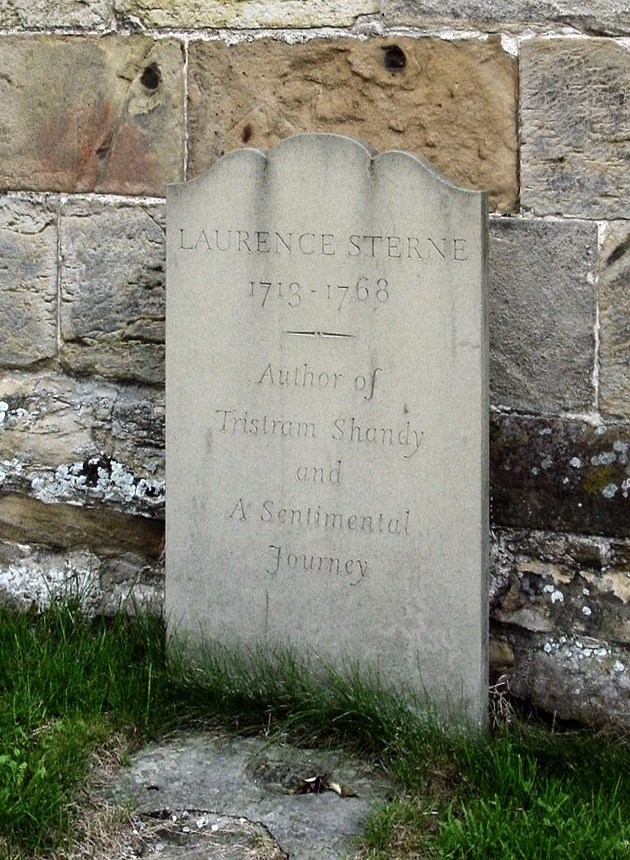
La tomba di Sterne a Coxwold, North Yorkshire, dove giace dal 1769

- Vita e opinioni di Tristram Shandy Gentiluomo (1760-1767): questo romanzo non segue l'ordine temporale della vicenda narrata ma procede per associazione di idee; il primato dell'eroe viene meno poiché Tristram appare solo nel IV libro e scompare nel VI; la mimesi del reale viene rotta poiché l'autore inserisce riflessioni sulla grafica del testo. Alla base del Tristram Shandy c'è proprio lo smascheramento di ogni presunzione di realismo. Sterne, come Cervantes, opera una demistificazione del genere letterario più in voga ai suoi tempi. All'interno dell'opera i ritardi e i rimandi rappresentano la volontà di procrastinare la fine; una pagina completamente nera ricorda l'incombenza della morte.
- Viaggio sentimentale attraverso la Francia e l'Italia (1768): è il diario di un viaggio intrapreso per gravi motivi di salute. Alla descrizione di paesaggi e città, Sterne privilegia i sentimenti del momento. Questo fa di lui un autentico figlio del suo tempo. Il testo verrà tradotto in italiano tra il 1807 e il 1813 da Foscolo (con lo pseudonimo di Didimo Chierico). È la storia di Yorick, pseudonimo di Sterne, del suo peregrinare tra paesaggi maestosi e sublimi, in una sorta di libro di viaggio. Da Sterne prende vita l'accezione moderna del termine "sentimentale", ovvero di una commozione che si atteggia subito a sorriso, di un ridere quasi disperato e spesso malinconico. La parodia chiara in questo testo di Sterne non sfocia mai però in aperte invettive e veementi aggressioni, anzi rivela sempre una certa affabilità e un sorriso sulla bocca. Da questo testo compare chiara la sensibilità dell'autore verso una visione più soggettiva che oggettiva della realtà: il sentimento più della ragione.